# صوفيا زهوك
صوفيا زهوك (بالروسية: Софья Андреевна Жук)‏ مواليد 1 ديسمبر 1999 في موسكو، هي لاعبة كرة مضرب روسية وتحتل حالياً المرتبة رقم. 148 (21 أغسطس 2017) في تصنيف رابطة محترفات كرة المضرب. كما أنها إحدى بطلات الجراند سلام. أعلى تصنيف لها في الفردي كان المركز الـ 147 في سنة 2017.

## روابط خارجية
- صوفيا زهوك على موقع رابطة محترفات التنس (الإنجليزية)
- صوفيا زهوك على موقع الاتحاد الدولي لكرة المضرب (الإنجليزية)
- صوفيا زهوك على موقع خلاصة التنس.كوم (الإنجليزية)
- صوفيا زهوك على موقع إي إس بي إن.كوم (الإنجليزية)